# 湯洪波
湯 洪波（とう こうは、1975年10月 - ）は、中華人民共和国の軍人(大校)、中国国家航天局の宇宙飛行士。中国共産党党員。

## 経歴
1975年10月は湖南省湘潭県雲湖橋鎮飛輪村（現在の飛欄村）の農民の家に生まれた。彼には弟が一人いる。1995年9月に中国人民解放軍空軍に入隊。1997年4月に中国共産党入党。2010年5月に中国第二回宇宙飛行士に入選した。2016年5月、神舟11号の飛行任務のバックアップに選ばれた。2019年12月、神舟12号飛行任務乗組に入選した。